# La piedad ejecutada

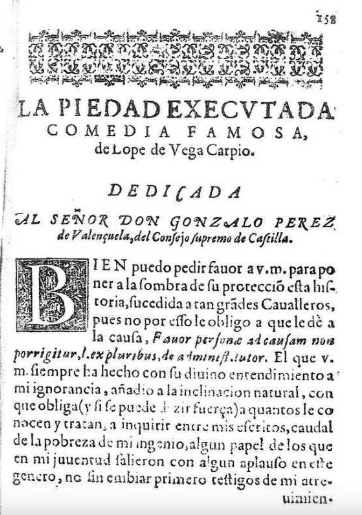
Portada de la obra en la Decimoctava parte de las Comedias de Lope de Vega Carpio, publicada en Madrid en 1632.

La piedad ejecutada. Pimenteles y Quiñones es una obra teatral del Siglo de Oro español del dramaturgo Lope de Vega, compuesta entre 1599 y 1602.
Se trata de una obra temprana, muy inmadura cuya trama principal contiene enredos de amor, con sus celos, rivalidades y trampas. Los rasgos genéricos se encuentran muy mezclados: es comedia, por su intriga de amores entrecruzados, pero se produce la muerte violenta de uno de los galanes y la correspondiente persecución del matador. Aunque el final es feliz escasean las circunstancias de comicidad.
Es además un drama de hechos particulares con componentes históricos que, como expresa ya en el título, celebra la genealogía de los linajes Pimentel y Quiñones, aunque los avatares históricos se han elaborado de forma sucinta.

## Personajes
- Alcino: labrador viejo, padre de Belardo.
- Belardo, villano, hijo de Alcino.
- Bustamante, guardadamas,gracioso ocasional.
- Don Diego, caballero, galán.
- Don Esteban, anciano padre de doña Ana, caballero viejo.
- Don Fadrique, caballero, galán.
- Don Fernando de Quiñones, caballero, galán protagonistas, hermano de la condesa, con su criado, Ruiz de Castro.
- Don Juan Pimentel, caballero, hermano del Conde de Benavente.
- Doña Ana, dama protagonista.
- Dorotea, villana al servicio de doña Ana]
- El conde de Benavente, Don Luis], hermano de don Juan Pimentel.
- Escribano
- Estébañez, hidalgo.
- Federico, secretario.
- Gobernador.
- La Condesa de Benavente, hermana de don Fernando de Quiñones.
- Leonato, villano, hijo de Alcino.
- Leonora, dama.
- Lucinda, villana, criada de doña Ana.
- Mendoza, paje de don Juan.
- Pedro, lacayo; que se llama también Pedrón, gracioso ocasional.
- Ruiz de Castro, caballero.
- Tisandro, villano.

## Trama
La obra se divide en tres actos, los dos primeros ocurren en Benavente (Zamora) y el último se desarrolla seis años después en una aldea entre Madrid, Alcalá de Henares y el río Tajo.
En el argumento, el protagonista,Fernando de Quiñones, llega a Benavente tras la boda de su tía María de Quiñones con el conde Alonso de Pimentel. Un hermano de este, Juan, traba enseguida amistad con el recién llegado. La mala fortuna quiere que ambos caballeros se enamoren de la misma dama, Ana, produciéndose un enfrentamiento junto al palacio del conde en el que Juan cae muerto. Fernando, refugiado en una torre, logra escapar de la ira de Alonso de Pimentel gracias a la acción de su tía, que lo encubre en su huida.
El hidalgo va a parar entonces a Italia, donde ejerce como soldado durante seis años. A su vuelta a Castilla, encontramos a Fernando vagando desolado, añorando a su amada cuando, por casualidad, llega a la aldea en la que Ana y su padre fueron apartados por el Conde tras la tragedia y donde la dama, a su pesar, está a punto de contraer un ventajoso matrimonio que permitiría a la familia salir de la penuria económica en que viven tras el suceso de Benavente. Con la reaparición de Fernando todo cambia en la aldea: los amantes se reconocen y manifiestan la pervivencia de la pasión que les une. De repente aparece el conde de Benavente, que casualmente pasaba por allí, proveniente de Guadalajara, en peregrinación a Guadalupe, y dando muestra de una piedad sin límites, conmovido por el amor que Ana y Fernando se tienen todavía, les perdona, bendice su unión y se celebra la boda.

## Ediciones modernas de la obra
Félix Lope de Vega y Carpio. Comedias. Parte XVIII. Edición de Antonio Sánchez Jiménez y Andrián J. Sáez. Barcelona. Editorial Gredos, 2019.